# El Castell de Boixader
El Castell de Boixader és una muntanya de 951 metres que es troba al municipi de Sora, a la comarca d'Osona.